# Trichlorfon
Trichlorfon ist ein chirales Phosphonat, das als Pflanzenschutzmittel verwendet wird.

## Geschichte
1952 fand Gerhard Schrader mit Mitarbeitern erstmals Trichlorfon (TCP). Trichlorfon wird seit den 1950er-Jahren großflächig eingesetzt.

## Verwendung
Trichlorfon wird als Insektizid in der Landwirtschaft, Tiermedizin und im Haushalt verwendet. Es findet auch als Ausgangsstoff der chemischen Industrie Verwendung. Mit TCP wurden beispielsweise Rinder behandelt, die Hautbeulen durch eine Fliegenart aufwiesen. TCP ist im Darm nur wenig toxisch und konnte seit 1960 bei Bilharziose einige Zeit eingesetzt werden. Trichlorfon war in der Schweiz beispielsweise gegen den Traubenwickler, Erdraupen und Kohlfliegen zugelassen. Die EU-Kommission entschied 2007, Trichlorfon nicht in die Liste der zugelassenen Pflanzenschutzmittel-Wirkstoffe aufzunehmen. In Deutschland, Österreich und der Schweiz besteht keine Zulassung als Pflanzenschutzmittel-Wirkstoff.

## Sicherheitshinweise
Trichlorfon ist ein Kontakt- und Fraßgift. Wie alle Phosphorsäureester ist Trichlorfon ein Hemmstoff für die Cholinesterasen Acetylcholinesterase (AChE) und Butyrylcholinesterase (BuChE) und wirkt somit neurotoxisch. Bei pH = 5,4 spaltet TCP Chlorwasserstoff ab, wobei das noch giftigere Dichlorvos (DDVP) entsteht.

## Sonstiges
1989 verlor das kuwaitische Stückgutschiff Danah bei stürmischer See acht mit Trichlorfon gefüllte Container in der Nordsee.